# 九螺ささら
九螺 ささら（くら ささら、1968年 - ）は、日本の歌人である。絵本文の作家としての表記は、くら ささらである。本名は非公表。

## 経歴
神奈川県出身。青山学院大学文学部英米文学科卒業。2009年、塾の講師を務める傍ら、独学で短歌を作り始めた。2010年、短歌研究新人賞の次席に選ばれた。2014年から新聞短歌への投稿を始めた。2018年、『神様の住所』で第28回Bunkamuraドゥマゴ文学賞を受賞した。その他の著書に『ゆめのほとり鳥』や『きえもの』がある。

## 著書

### 単著
- 『神様の住所』（朝日出版社、2018年）
- 『ゆめのほとり鳥』（書肆侃侃房、2018年）
- 『きえもの』（新潮社、2019年）

### 絵本
- 『ひみつのえんそく きんいろのさばく』（福音館書店、2022年、絵：木内達朗）
- 『ひゃくえんだま どこへゆく?』（福音館書店、2023年、絵：たかはしゆうじ）
- 『クックククック レストラン』（福音館書店、2023年、絵：嶽まいこ）
- 『ジッタとゼンスケ ふたりたび』（福音館書店、2023年、絵：くりはらたかし）